# Agrodiaetus bogra
Agrodiaetus bogra är en fjärilsart som beskrevs av Evans 1932. Agrodiaetus bogra ingår i släktet Agrodiaetus och familjen juvelvingar. Inga underarter finns listade i Catalogue of Life.